# The Warriors (gruppo musicale)
The Warriors sono un gruppo di rock and roll inglese (anche noti come The Electric Warriors) dei primi anni sessanta. Sono principalmente ricordati a causa del successo ottenuto in seguito, da diversi di loro, in band di rock progressivo. Come molti altri gruppi dell'epoca, erano emuli dei primi Beatles; il loro repertorio era principalmente costituito da cover di brani del gruppo di Liverpool.

## Formazione
- Jon Anderson - voce (1964-1967)
- Rod Hill - chitarra (1964-1967)
- Mike Brereton - chitarra (1964-1967)
- Tony Anderson - tastiera (1964-1967)
- David Foster - basso (1964-1967)
- Ian Wallace - batteria (1964-1967)

## Storia
I Warriors suonarono in molti locali nel nord dell'Inghilterra, incluso il celebre Cavern Club, origine della Beatlemania. Nel loro repertorio comparivano molti brani dell'epoca, tra cui I'm Down e She's a Woman (due cavalli di battaglia dei Beatles dei primi anni '60).
Nel 1964 incisero due singoli per l'etichetta discografica Decca Records: You Came Along e Don't Make Me Blue, prodotti da Ivor Raymonde. I Warriors apparvero anche in un film dal titolo Just for You, e il loro brano Don't Make Me Blue compare nella colonna sonora del film (anch'essa pubblicata da Decca).
Un concerto dei Warriors del 1965 è stato inciso su CD col titolo Bolton Club 65 (disponibile presso il sito ufficiale di David Foster).

## Discografia

### Album in studio
- 1965 - Don't Make Me Blue
- 1967 - Mister Nobody Nothing

### Album dal vivo
- 2003 - Bolton Club 65